# Walter Hoffmann (Politiker, 1914)
Walter Hoffmann (* 12. März 1914 in Gelsenkirchen; † 22. Juli 1996 in Münster) war ein deutscher Politiker. Von 1968 bis 1979 war er Direktor des Landschaftsverbandes Westfalen-Lippe (LWL).

## Leben und Wirken
Hoffmann wurde in Gelsenkirchen als Sohn eines Beamten der Preußischen Staatsbahn geboren. Er studierte an der Westfälischen Wilhelms-Universität Rechtswissenschaft und wurde Mitglied der Landsmannschaft Rhenania Münster. Anschließend ging er nach Berlin und war dort in der Werbewirtschaft tätig. Im Zweiten Weltkrieg war er Soldat und geriet in Gefangenschaft. Nach der Entlassung war er zunächst als Hilfsarbeiter tätig, unter anderem bei Aufräumarbeiten am Kamener Kreuz. Familiäre Verbindungen führten ihn nach Lienen, wo er wieder als Organisations- und Werbeleiter tätig wurde und sich in der SPD politisch zu engagieren begann. 1961 wurde Hoffmann zum Stadtdirektor in Lengerich gewählt, bald darauf wurde er auch Mitglied der Landschaftsversammlung des Landschaftsverbandes Westfalen-Lippe (LWL). Als Nachfolger von Anton Köchling wurde Hoffmann zum Direktor des Landschaftsverbandes gewählt, am 1. Februar 1968 trat er sein neues Amt an. Dieses Amt übte er elf Jahre bis 1979 aus, zu seinem Nachfolger wurde Herbert Neseker gewählt. In seiner Amtszeit versuchte er eine modernere, sachgerechte und effiziente Aufgabenverwaltung einzuführen, die sich von der eher patriarchalischen Amtsführung seiner Vorgänger Salzmann und Köchling deutlich unterschied. Hoffmann wird eine pragmatische Amtsführung bescheinigt, aller Pathos und alle Westfalentümelei seien ihm fremd gewesen. Seine Devise im Umgang mit der Landesregierung lautete: Soviel Selbstverwaltung wie möglich, soviel Staatsverwaltung wie nötig.
Zu seinen zahlreichen weiteren Ämtern gehörte u. a. der Vorsitz des Westfälischen Heimatbundes, den er von 1969 bis 1982 innehatte (später Ehrenvorsitzenden), der Vorsitz des Sauerländischen Gebirgsvereins, der Vorsitz der von ihm mitbegründeten Landesgemeinschaft Naturschutz und Umwelt NRW, der Vorsitz des Landschaftsbeirats des Landes Nordrhein-Westfalen.